# Dombeya acutangula
Dombeya acutangula é uma espécie de angiospérmica da família Sterculiaceae.
Esta planta é endémica das Ilhas Mascarenhas, Maurícia e Reunião.
Os seus habitats naturais são: florestas secas tropicais ou subtropicais.
Está ameaçada por perda de habitat.